# Ideopsis megaroides
Ideopsis megaroides är en fjärilsart som beskrevs av Hans Fruhstorfer 1904. Ideopsis megaroides ingår i släktet Ideopsis och familjen praktfjärilar. Inga underarter finns listade i Catalogue of Life.